# Burana torony

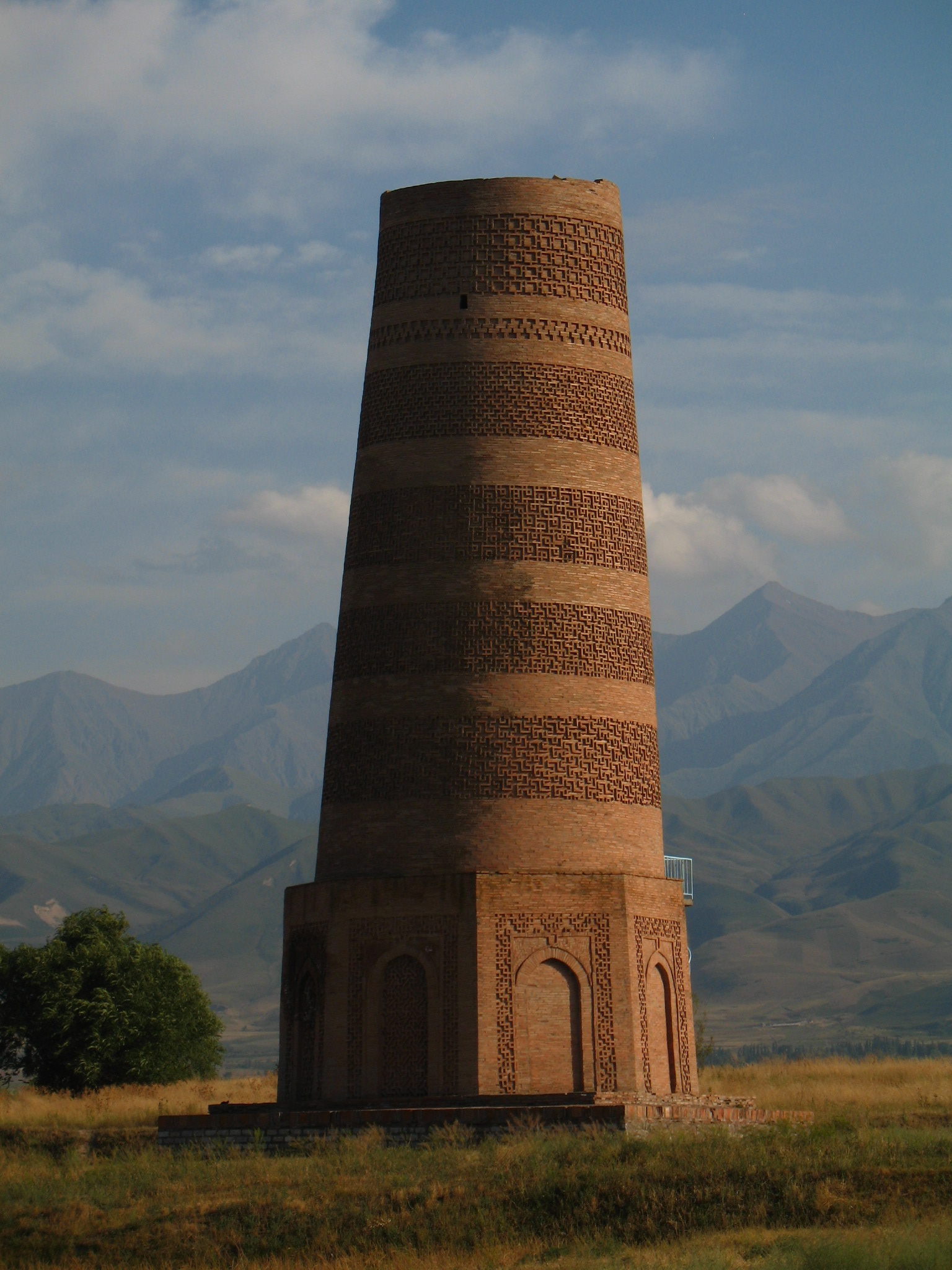
Burana torony

A Burana torony egy 10. század végén épült minaret, a Csüj-folyó völgyében, Kirgizisztán északi részén, Biskektől 60 kilométerre, Tokmok város közelében. A torony az egykoron itt álló, karahánidák lakta Balaszagün város romjainak egyetlen épületmaradványa. A Közép-Ázsiában folyamatosan terjeszkedő türk Karahánida Birodalom „legendás hírű alapítója, Szatuk Bogra kán volt az első török fejedelem, aki felvette az iszlám vallást”. A Birodalom területe fénykorában meghaladta a mai Indiáét, és olyan nagyszerű városokat emelt, mint Mavarannahr (ma Özgön vagy Kasgar). A folyóvölgyben haladó selyemút kereskedelmi és szellemi virágzást hozott a városba, amelyet Dzsingisz kán később Gobiliknek, azaz arany városnak nevezett. A 15. század során egy földrengés következtében a város teljesen romba dőlt; egyedül a torony félig leomlott csonkja jelezte az egykori település helyét.
Az 1974-ben helyreállított, bonyolult téglamintázatú torony, eredetileg 45 méter magas volt; ma 25 méter. A terület feltárása során egy kastély alapjai és három mauzóleum maradványai mellett fejfák, balbalok (kőkatonák), agyagtárgyak, valamint a nemzetközi kereskedelmi út változatos emlékei – kínai pénzérmék, indiai pénzkagyló karkötők, vas kardok, bronz lámpások, amulettek, nesztoriánus kőkeresztek – kerültek felszínre. A leletek a torony mellett álló kis múzeumban kaptak helyet.

## A legenda

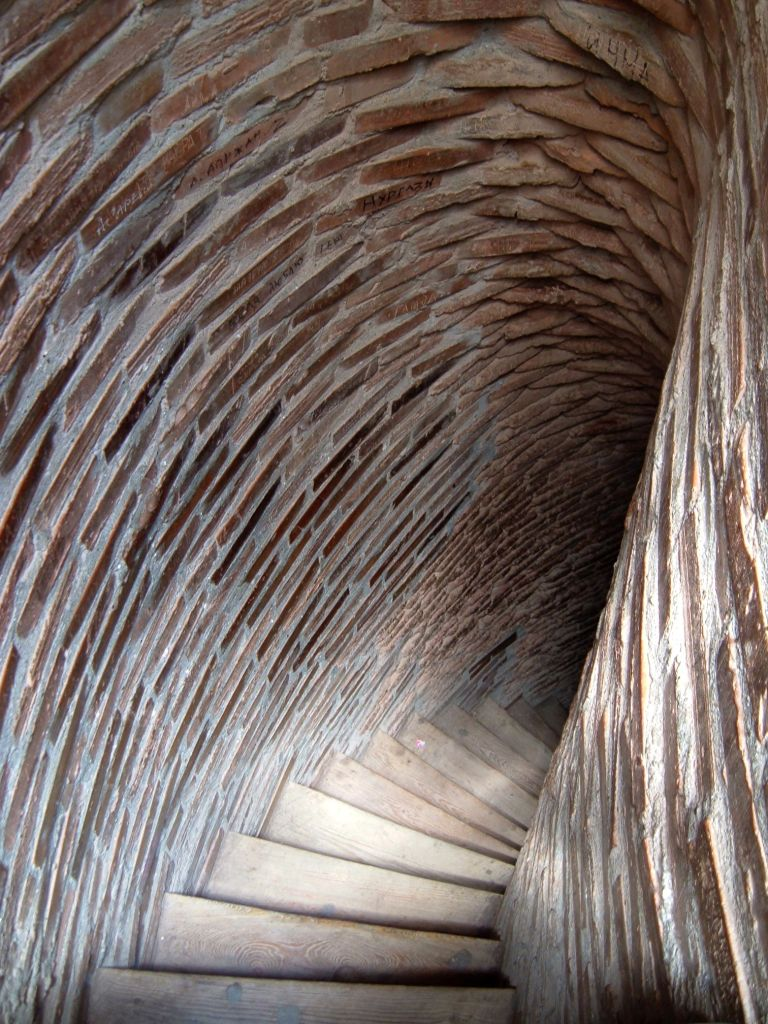
A torony belsejében kanyargó lépcsősor

A magányos toronyrom köré Csipkerózsika-szerű mesét szőtt a helyi szájhagyomány:
Réges-régen élt egy király, aki egyetlen szép és okos leányát mindennél jobban szerette. Nagyon félt, hogy nem fogja megérni lánya felnőttkorát, ezért összehívta a környék összes jövendőmondóját, hogy jósolják meg, milyen sors vár gyermekére. Minden látnok virágzó, szép jövőt jósolt a királylánynak, kivéve egyet, aki szerint a lányt 16. (vagy 18.) születésnapja előtt egy pók megcsípi és meghal. 
A király feldühödött és egy égig érő tornyot építtetett. A királylány a torony tetején, pompás lakosztályban, biztonságban,  fényességben és boldogságban élt; a rossz hírt hozó jövendőmondó pedig a torony alatti tömlöcben sínylődött. A királylány minden ételét, italát, ruháját szolgálók hada vizsgálta át napról napra, a lány 16. születésnapjáig. E napon a király egy nagy kupa borral köszöntötte születésnapja és jelképes szabadulása alkalmából leányát, ám az alig kortyolt az italból, holtan esett össze. A király döbbenten nézett a kupába, ahol meglátta a pókot, amely megölte imádott gyermekét. Bánatában maga is szörnyethalt.

## Balaszagüni Juszuf

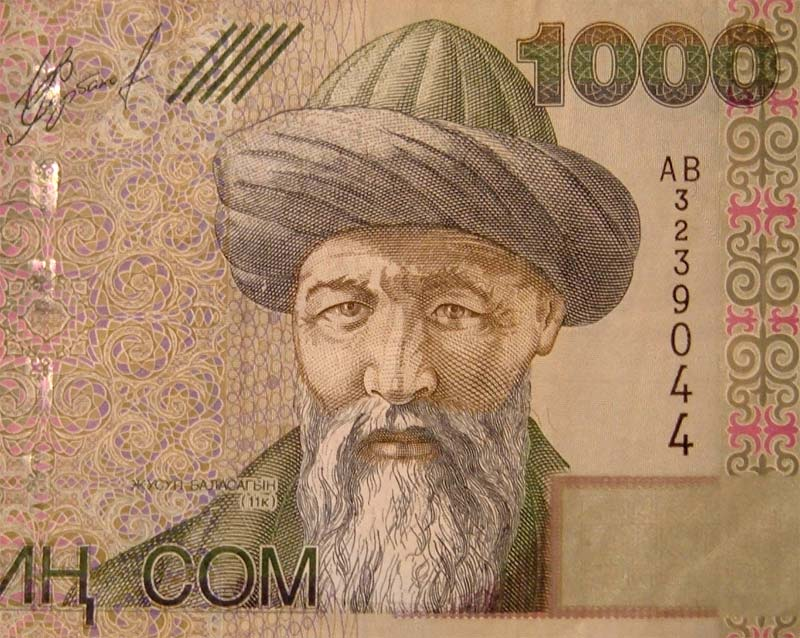
Balaszagüni Juszuf arcképe a kirgiz 1000 szomos papírpénzen

1015-ben Balaszagün városában született Juszuf Hasz Hadzsib költő, akinek egyetlen ránk marad didaktikus költeménye a Kutadgu Bilig, az iszlám-török irodalom első alkotásai közé tartozik. Az ujgur nyelven arab betűkkel írt vers szép mintapéldája a korabeli Közép-Ázsiát jellemző, de ma is népszerű magas iszlám műveltségnek. Több kirgiz akadémikus nacionalista áhítattal törekszik a költő kirgiz gyökereinek bizonyítására.

## Megjegyzés
1. ↑  A közép-ázsiai Transzoxániában - a turfáni ujgur birodalom virágzásával egy időben – ujgurokból, karlukokból, oguzokból és más törzsekből kialakult egy másik török nyelvű birodalom, a 999 és 1211 között fennálló karahánida dinasztia birodalma.

## Külső hivatkozás
- Burana Tower - highlight of Kyrgyzstan